# Xã Elsmore, Quận Allen, Kansas
Xã Elsmore (tiếng Anh: Elsmore Township) là một xã thuộc quận Allen, tiểu bang Kansas, Hoa Kỳ. Năm 2010, dân số của xã này là 414 người.